# Довгей Марія Прокопівна
Марія Прокопівна Довгей (12 вересня 1934 , Волока  — 4 липня 2004 , Волока ) — українська радянська колгоспниця, Герой Соціалістичної Праці (1958).

## Біографія
Народилася 1934 року в селянській родині в селі Волока цинута Сучава, Румунське королівство (сьогодні — Глибоцький район Чернівецької області, Україна). Після закінчення школи у рідному селі вступила у 1949 році до колгоспу. Спочатку працювала рядовою колгоспницею, пізніше була призначена ланковою ланки з вирощування буряків.
У 1957 році ланка з вирощування буряків під керівництвом Марії Довгей зібрала по 598 центнерів цукрових буряків з кожного гектара. За цю доблесну працю вона була удостоєна в 1958 році звання Героя Соціалістичної Праці.
Обиралася депутатом Чернівецької обласної ради народних депутатів.
Померла у 2004 році у рідному селі Волока.

## Нагороди
- Герой Соціалістичної Праці — указом Президії Верховної Ради СРСР від 26 лютого 1958 року;
- Орден Леніна (1958);